# Vermin (musikalbum)
Vermin är det sjätte studioalbumet med det norska black metal-bandet Old Man's Child. Albumet utgavs 2005 av skivbolaget Century Media Records.

## Låtlista
1. "Enslaved and Condemned" – 4:15
2. "The Plague of Sorrow" – 4:09
3. "War of Fidelity" – 4:19
4. "In Torment's Orbit" – 5:04
5. "Lord of Command (Bringer of Hate)" – 4:51
6. "The Flames of Deceit" – 4:39
7. "Black Marvels of Death" – 4:22
8. "Twilight Damnation" – 4:42
9. "...As Evil Descends" – 1:11

- Text: Galder (spår 1–9)
- Musik: Galder (spår 1–7, 9), Galder / Jardar (spår 8)

## Medverkande
Musiker (Old Man's Child-medlemmar)
- Galder (Thomas Rune Andersen Orre) – sång, sologitarr, akustisk gitarr, basgitarr, keyboard

Bidragande musiker
- Reno Killerich – trummor
- Eric Peterson – sologitarr (spår 4)

Produktion
- Galder – producent
- Patrik J. Sten – ljudtekniker, ljudmix
- Fredrik Nordström – ljudtekniker, ljudmix
- Ulf Horbelt – mastering
- Seth (Spiros Antoniou) – omslagsdesign, omslagskonst
- Katja Piolka – foto
- Christophe Szpajdel – logo
- Jardar (Jon Øyvind Andersen) – musik (spår 8)